# Romina Del Plá
Romina Del Plá est une femme politique argentine née le 2 avril 1972. Elle est membre du Parti ouvrier, d'orientation trotskyste.

## Biographie
Enseignante de profession, Del Plá est élue députée de la Nation argentine pour la province de Buenos Aires lors des élections législatives argentines de 2017 et réélue en 2021.
En 2018, elle fait partie des signataires du projet de loi sur l'interruption volontaire de grossesse qui sera rejeté par le Sénat.